# 過海隧道巴士967S線

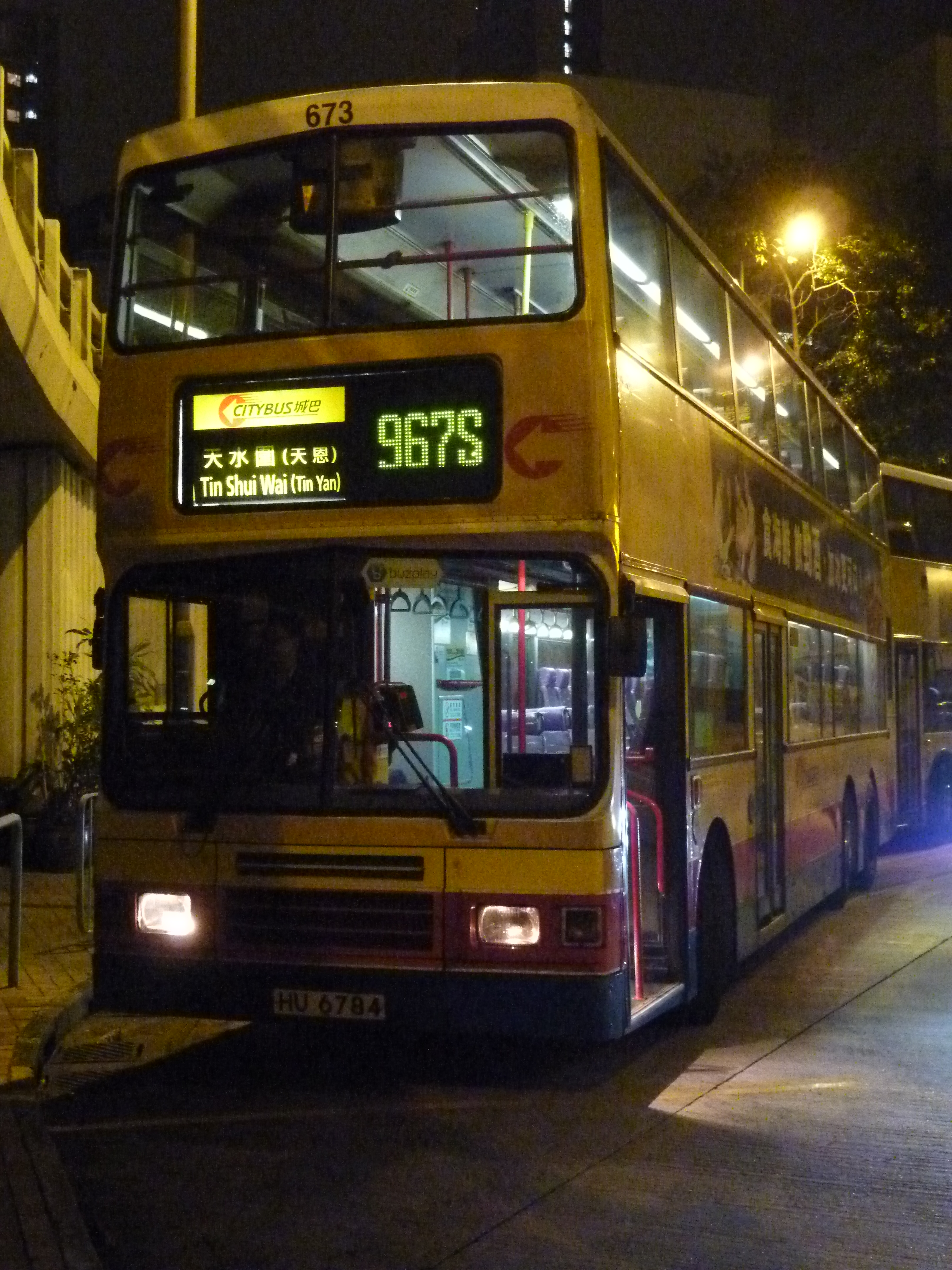
城巴967S線

過海隧道巴士967S線是香港的一條節日特別巴士路線，由銅鑼灣（摩頓臺）往天恩邨，由城巴營運，取消前僅於元旦日凌晨提供服務。

## 歷史
- 2006年1月29日：投入服務，原稱967S
- 2007年12月25日：改稱967R
- 2009年1月26日：取消農曆新年的服務。
- 2009年12月25日：取消平安夜的服務。
- 2015年1月1日：路線編號改回967S。
- 2021年1月1日至2022年2月1日：受新型冠狀病毒肺炎疫情影響，期間的元旦日及農曆年初一凌晨並沒有提供服務。
- 2023年1月1日：由967N線取代。

## 服務時間及班次
聖誕節、元旦及農曆年初一：00:25、00:55

## 收費
全程：$41.2
- 過西區海底隧道後往天恩邨：$28.4
- 大欖隧道轉車站往天恩邨：$28.4
- 景湖居往天恩邨：$7.3

| - 本線設有12歲以下小童及65歲或以上長者半價優惠。 - 65歲或以上香港居民使用「樂悠咭」，以及12歲以下合資格殘疾兒童使用「殘疾人士身份」個人八達通繳付車資，均可享有每程$2.0或半價（以較低者為準）的票價優惠；12至64歲合資格殘疾人士使用「殘疾人士身份」個人八達通（包括「樂悠咭」），以及60至64歲香港居民使用「樂悠咭」繳付車資，均可享有每程$2.0或全費（以較低者為準）的票價優惠。 - 65歲或以上長者如使用長者或一般個人八達通繳付車資，則只可享有半價優惠；12至64歲合資格殘疾人士如不使用「殘疾人士身份」個人八達通，以及60至64歲人士如不使用「樂悠咭」繳付車資，必須繳付全費。 - 乘客可以現金或八達通於上車時付款，不設找續。 - 每位成人乘客可免費攜帶最多兩名4歲以下而不佔座位的兒童乘客乘車，超額之4歲以下小童必須繳付小童車費乘車。 - 九龍巴士、城巴及龍運巴士全職員工及家屬（不包括外判職員）可免費乘搭本路線，惟必須拍職員或職員家屬八達通。 - 乘客亦可使用AlipayHK「易乘碼」、支付寶、 WeChatHK／微信支付「搭車碼」、銀聯雲閃付「乘車碼」及BOC Pay「乘車碼」、具有感應式支付功能的VISA、Mastercard及銀聯卡，以及Apple Pay、Google Pay及Samsung Pay流動支付平台繳付車資。使用此支付方式的乘客可享有中途下車之分段收費，以及與其他城巴獨營路線或聯營線城巴班次之轉乘優惠，惟不適用於與非城巴路線之轉乘優惠。使用此支付方式的乘客亦不能享有「公共交通費用補貼計劃」及「長者及合資格殘疾人士公共交通票價優惠計劃」。 |

## 行車路線
經：摩頓臺、高士威道、伊榮街、邊寧頓街、怡和街、軒尼詩道、金鐘道、德輔道中、摩利臣街、干諾道西、西區海底隧道、西九龍公路、青葵公路、長青隧道、長青公路、青衣西北交匯處、青朗公路、元朗公路、唐人新村交匯處、朗天路、天慈路、天祥路、天城路、天龍路、天葵路、濕地公園路、天瑞路及天恩邨通道。

### 沿線車站
| 1                    | 銅鑼灣（摩頓臺）     | 銅鑼灣（摩頓台）巴士總站 |
| 2                    | 怡和街               | 怡和街                   |
| 3                    | 堅拿道東             | 軒尼詩道                 |
| 4                    | 天樂里               | 軒尼詩道                 |
| 5                    | 廣生行大廈           | 軒尼詩道                 |
| 6                    | 菲林明道             | 軒尼詩道                 |
| 7                    | 盧押道               | 軒尼詩道                 |
| 8                    | 太古廣場             | 金鐘道                   |
| 9                    | 中銀大廈             | 金鐘道                   |
| 10                   | 匯豐總行大廈         | 德輔道中                 |
| 11                   | 利源東街             | 德輔道中                 |
| 12                   | 中環街市             | 德輔道中                 |
| 13                   | 永吉街               | 德輔道中                 |
| 14                   | 文華里               | 德輔道中                 |
| 15                   | 皇后街               | 干諾道西                 |
| 西區海底隧道         |                      |                          |
| 16                   | 西區海底隧道收費廣場 | 西區海底隧道             |
| 西九龍公路至大欖隧道 |                      |                          |
| 17                   | 大欖隧道收費廣場     | 大欖隧道                 |
| 青朗公路、 元朗公路  |                      |                          |
| 18                   | 景湖居               | 天龍路                   |
| 19                   | 麗湖居               | 天葵路                   |
| 20                   | 天晴邨晴雲樓         | 天葵路                   |
| 21                   | 慧景軒               | 天葵路                   |
| 22                   | 香港濕地公園         | 濕地公園路               |
| 23                   | 天逸邨逸潭樓         | 天瑞路                   |
| 24                   | 天逸邨逸洋樓         | 天秀路                   |
| 25                   | 天頌苑               | 天華路                   |
| 26                   | 天恩邨               | 天恩邨公共運輸交匯處     |